# Ruda-Bridska, Brodî
Ruda-Bridska (în ucraineană Руда-Брідська) este un sat în comuna Rajniv din raionul Brodî, regiunea Liov, Ucraina.

## Demografie
Componența lingvistică a localității Ruda-Bridska
     Ucraineană (100%)
Conform recensământului din 2001, toată populația localității Ruda-Bridska era vorbitoare de ucraineană (100%).